# Jimmy McKinney
Jimmy McKinney (* 2. August 1983 in St. Louis, Missouri, Vereinigte Staaten) ist ein US-amerikanischer Basketballspieler. Zuletzt stand er in Deutschland bei den Telekom Baskets Bonn unter Vertrag.

## Karriere
McKinney begann im Alter von sieben Jahren das Basketballspielen. Er spielt die Positionen Point Guard und Shooting Guard und ging vier Jahre lang für das NCAA-Team der Missouri Tigers auf Körbejagd. In seinem letzten College-Jahr kam er auf einen Schnitt von 12,6 Punkten, 3,7 Rebounds und 2,3 Assists pro Spiel.
Seit der Saison 2006/07 stand der 1,92 m große und 90 kg schwere McKinney beim deutschen Bundesligisten Skyliners Frankfurt unter Vertrag. Bis 2012 spielte McKinney in Frankfurt. Zur Saison 2012/2013 wechselte er innerhalb der Liga zu den s.Oliver Baskets aus Würzburg. Nach dem sportlichen Abstieg der Würzburger im Sommer 2014 stand McKinney zunächst ohne neuen Verein da. Im Dezember 2014 schloss er sich schließlich den Walter Tigers Tübingen an. Für Tübingen erzielte McKinney in der Saison durchschnittlich 12,6 Punkte und 3,1 Rebounds pro Spiel.
Nachdem McKinney in Tübingen zur Spielzeit 2015/2016 keinen neuen Vertrag erhalten hatte, schloss er sich zunächst bis November 2015 den Telekom Baskets Bonn an, die mit seiner Verpflichtung den Ausfall des verletzten Michał Chyliński kompensieren wollten. Ende Oktober wurde McKinneys Vertrag bis zum Ende der Saison verlängert. Nach Ablauf der Saison erhielt McKinney jedoch keinen weiteren Vertrag in Bonn. 